# Deu Saudade
Deu Saudade é uma coletânea da dupla Edson & Hudson, lançada em 2012 pela EMI. O álbum marca a volta da dupla, que tinha acabado em 2009 e retornou após dois anos de separação. O disco contém ao todo 14 canções, sendo 4 inéditas e 10 já gravadas pela dupla.

## Faixas
| N.º | Título                                                                         | Compositor(es)                                                | Duração |  |
| 1.  | "Deu Saudade"                                                                  | Nando / Jonathan Felix                                        | 3:16    |  |
| 2.  | "Eu Sou"                                                                       | Fátima Leão / Waleria Leão / Alex Torricelli                  | 3:55    |  |
| 3.  | "Você"                                                                         | Barrão da Viola / Lafaiete                                    | 3:42    |  |
| 4.  | "Muleque Biscate"                                                              | Miguel Gamazza / Lafaiete                                     | 3:09    |  |
| 5.  | "Amor Demais"                                                                  | Edson / Henrique Marx / Renato                                | 3:13    |  |
| 6.  | "Esqueça Que Eu Te Amo"                                                        | Edson / Flavinho Alencar                                      | 3:26    |  |
| 7.  | "Foi Você Quem Trouxe (I Want To Know What Love Is)"                           | Mick Jones / Lou Gramm - versão: Hudson / Brandoff            | 4:18    |  |
| 8.  | "Galera Coração"                                                               | Hudson / Henrique Marx / Flavinho Alencar                     | 3:11    |  |
| 9.  | "Eu Não Sei Dizer Que Eu Não Te Amo (I Can't I Love You)" (part. Kenny Rogers) | Wade Kirby / Will Robinson - versão: Cláudio Rabello          | 3:21    |  |
| 10. | "Fala"                                                                         | Edson / Flavinho Alencar                                      | 3:25    |  |
| 11. | "Te Quero Pra Mim (It Matters To Me)"                                          | Mark D. Sanders / Ed Hill - versão: Edson / Raul / Marquinhos | 3:31    |  |
| 12. | "Tá no Meu Coração"                                                            | Carlos Randall / Danimar / Tivas                              | 3:23    |  |
| 13. | "Foi Deus"                                                                     | Edson / Bruno / Felipe                                        | 3:13    |  |
| 14. | "Vamos Fazer Festa" (part. Tchê Garotos)                                       | Airo / Flavinho Alencar                                       | 3:42    |  |